# 托姆島
托姆島是俄羅斯的島嶼，屬於法蘭士約瑟夫地群島的一部分，位於布留斯島以東1.5公里的巴倫支海，由阿爾漢格爾斯克州負責管轄，長0.7公里。